# مرا به خانه ببر (آلبوم وان دایرکشن)
«من را به خانه ببر» (به انگلیسی: Take Me Home) یک آلبوم از وان دایرکشن است که در ۹ نوامبر ۲۰۱۲ منتشر شد.
این آلبوم در چارت‌های هلند، استرالیا، ایتالیا، والونیا، دانمارک، سوئد، فلاندرز، سوئیس، نیوزلند، نروژ در رتبه اول و در چارت‌های فنلاند، فرانسه، اتریش، آلمان، اسپانیا جزو ده آلبوم اول قرار گرفت.